# Gian Carlo Capicchioni
Gian Carlo Capicchioni (* 19. Februar 1956 in Borgo Maggiore) ist ein Politiker aus San Marino. Er wurde für die Amtszeit vom 1. Oktober 2013 bis 1. April 2014 gemeinsam mit Anna Maria Muccioli  zum Capitano Reggente (Staatsoberhaupt) von San Marino gewählt.
Capicchioni hat ein Diplom als Buchhalter und ist Angestellter der Steuerbehörde. Er trat 2005 in die PSD ein. Von 2003 bis 2006 war er Capitano (Bürgermeister) von Serravalle. 2006 wurde er in das san-marinesische Parlament, den Consiglio Grande e Generale gewählt. Bei den Parlamentswahlen 2008 und 2012 wurde er wiedergewählt. Er ist seit 2006 Mitglied im Permanenten Ausschuss für Finanzen und gehörte von 2006 bis 2012 dem Rat der Zwölf (Consiglio dei XII) an. Von der Gründung 2011 bis November 2012 war er Mitglied des Anti-Mafia Untersuchungsausschusses (Commissione antimafia della Repubblica di San Marino). 2012 wurde er Mitglied im Innenausschuss und Finanzausschuss.
Capicchoni wurde am 22. Oktober 2014 als Finanzminister im Kabinett Bene Comune vereidigt, er ist Nachfolger des am 15. Oktober 2014 zurückgetretenen Claudio Felici. Bei der Wahl 2016 wurde er erneut auf der Liste der PSD ins Parlament gewählt. Er war bis Juli 2017 Vorsitzender der PSD-Fraktion und ist Mitglied im Innen- und Justizausschuss.
Capicchioni ist verheiratet und Vater eines Sohnes.